# Hjalmar-revyerna
Hjalmar-revyerna kallas Peter Flacks populära revyer i Örebro. De har satts upp sedan 1976, i stort sett årligen.

## Historik
Den allra första lokala nyårsrevyn hette Heja Svärje och spelades på Hjalmar Bergmanteaterns lilla scen.
1976 producerade Peter Flack och hans dåvarande hustru Birgitta Götestam den lokala nyårsrevyn på Örebro teater. Den revyn fick titeln Rädda Hjalmar, namnet anspelade dels på Riksteaterns Örebroensembles motvilja att sätta upp någon pjäs av örebroaren Hjalmar Bergman, dels för att det drevs en kampanj för att rädda Hjälmaren mot försurning. I den här revyn dök Peter Flacks slitstarka revygestalt Hjalmar Berglund (med sin fru Hilda) från Viby upp för första gången. I nästa revy utvecklades figuren och fick de attribut som blivit hans signum – sandalerna, de röda strumporna, den grå dubbelknäppta kostymen med lite för korta byxor, de runda glasögonen samt den rödbruna peruken med tofsen.
De första revyerna lockade en publik på 5 000–6 000 personer, och det var först i mitten av 1980-talet som Flacks revyer blev riksbekanta och folk började vallfärda till Örebro för att skratta åt Hjalmar. Det som från början var en liten lokalrevy växte till något stort och blev så småningom en institution i svenskt nöjesliv. Professionella artister engagerades till revyerna, bland andra Berit Carlberg, Anna Sundqvist, Gunilla Åkesson och Sven Erik Vikström.
Hjalmar-revyn har huserat på flera olika spelplatser i Örebro. Efter starten på Örebro Teater flyttade man till Hjalmar Bergman-teatern. Därefter följde några lyckade säsonger på Parkteatern där publiksiffrorna sköt i höjden. I slutet av 1990-talet byggde man om ett gammalt badhus till en pittoresk teater och 2004 invigdes Hjalmars Nöjeskrog där de senaste revysuccéerna Kyss Hjalmar och Det våras för Hjalmar har spelats.
Sedan 1989 har Peter Flacks revyer sänts i TV, vilket ökat publikintresset ännu mer. Typiskt för Flacks revyer är blandningen av gammaldags nummerrevy och modern show. Buskis och bondkomik varvas med pricksäkra kändisparodier och snygga dansnummer, ofta koreograferade av Flacks hustru Marie Kühler.
I början av 1980-talet provade Peter Flack lyckan i Stockholm med två revyer Sex damer i leken och Änglar på stan, men han valde att återvända till Örebro där han blivit stadens okrönte revykung.

## Revyuppsättningarna
- 1976 – Rädda Hjalmar (Birgitta Götestam, Lissi Alandh, Hans Wahlgren m.fl.), Örebro Teater
- 1977 – Rädda Hjalmar och Hilda (Birgitta Götestam m.fl.), Örebro Teater
- 1978 – Hjalmar i frack (Birgitta Götestam, Björn Sundberg m.fl.), Örebro Teater
- 1979 – Hjalmar på hal is (Birgitta Götestam, Björn Sundberg m.fl.), Örebro Teater
- 1980/1981 - Sex damer i leken (Inga Gill, Annalisa Ericson, Eva Bysing m.fl.), Intiman, Stockholm
- 1982/1983 – Änglar på stan (Anders Linder, Cilla Ingvar, Marie Kühler m.fl.), Intiman, Stockholm
- 1983 – Swing it Hjalmar (Doris Robertsson, Britt Dahlén, Marie Kühler m.fl.), Hjalmar Bergman-teatern
- 1984 – Glitter, glamour och Hjalmar (Berit Carlberg, Curt Skanebo, Björn Sundberg m.fl.), Hjalmar Bergman-teatern
- 1985 – Hjalmar i hatten (Anna Sundqvist, Britt Dahlén, Björn Sundberg m.fl.), Hjalmar Bergman-teatern
- 1986 – Hjalmars kartong (Anna Sundqvist, Marie Kühler, Björn Sundberg m.fl.), Hjalmar Bergman-teatern
- 1987 – Hjalmars kanal (Meta Roos, Sven Erik Vikström, Marie Kühler m.fl.), Hjalmar Bergman-teatern
- 1988/1989 – Hjalmars kalasrevy (Meta Roos, Sven Erik Vikström, Marie Kühler m.fl.), Parkteatern
- 1989/1990 – Hjalmars Pub (Gunilla Åkesson, Sven Erik Vikström, Marie Kühler m.fl.), Parkteatern
- 1990/1991 – Hjalmars jubileumsrevy (Meta Roos, Gunilla Åkesson m.fl.), Parkteatern
- 1991/1992 – Hjalmars hotell (Sharon Dyall, Gunilla Åkesson, Marie Kühler m.fl.), Parkteatern
- 1993/1995 - Hjalmars spelhåla (Gunilla Åkesson, Bengt Stenberg, Marie Kühler m.fl.), Parkteatern
- 1995/1997 - Cirkus Hjalmar (Gunilla Åkesson, Bengt Stenberg, Micke Grahn m.fl.), Parkteatern
- 1998/2000 – Hjalmars såpa (Gunilla Åkesson, Pierre Lindstedt, Meta Roos m.fl.), Badhuset
- 2000/2001 – Hjalmar på nätet (Anna Norberg, Brasse Brännström, Pierre Lindstedt m.fl.), Badhuset
- 2002 – Hjalmars buskisbygge (Sussie Eriksson, Brasse Brännström, Marie Kühler m.fl.), Nöjeskrogen
- 2003/2004 – Hjalmars revychock (Anki Albertsson, Lars Amble, Marie Kühler m.fl.), Badhuset
- 2004/2005 – Kyss Hjalmar (Peter Kjellström, Marie Kühler m.fl.)
- 2005/2006 – Det våras för Hjalmar (Hasse Andersson, Monica Forsberg, Marie Kühler m.fl.), Nöjeskrogen
- 2007/2008 – På kryss med Hjalmar (Peter Kjellström, Marie Kühler m.fl.), Nöjeskrogen
- 2008/2009 – På julkryss med Hjalmar (Peter Kjellström, Marie Kühler m.fl.), Nya Parkteatern
- 2010/2011 – Hjalmar on Örebroadway (Peter Kjellström, Marie Kühler m.fl.), Nya Parkteatern
- 2011/2012 – Hjalmars Burlesque-revy (Marie Kühler, Peter Kjellström, Amanda Flack m.fl), Nya Parkteatern
- 2013 – Gilla Hjalmar (Monica Forsberg, Marie Kühler, Peter Kjellström m.fl.), Nya Parkteatern
- 2014/2015 – Hjalmars drömrevy, Nya Parkteatern
- 2016/2017 – Varning för Hjalmar, Bruksteatern (Brevens bruk)[2]
- 2018/2019 – Nya hyss med Hjalmar & gänget,[3] Bruksteatern
- 2019 – Skuld och gröna skogar, Bruksteatern[4]
- 2021 – Hjalmars julspektakel – en smällkaramell[5] (uppskjuten från 2020[6])